# Sharp X68000

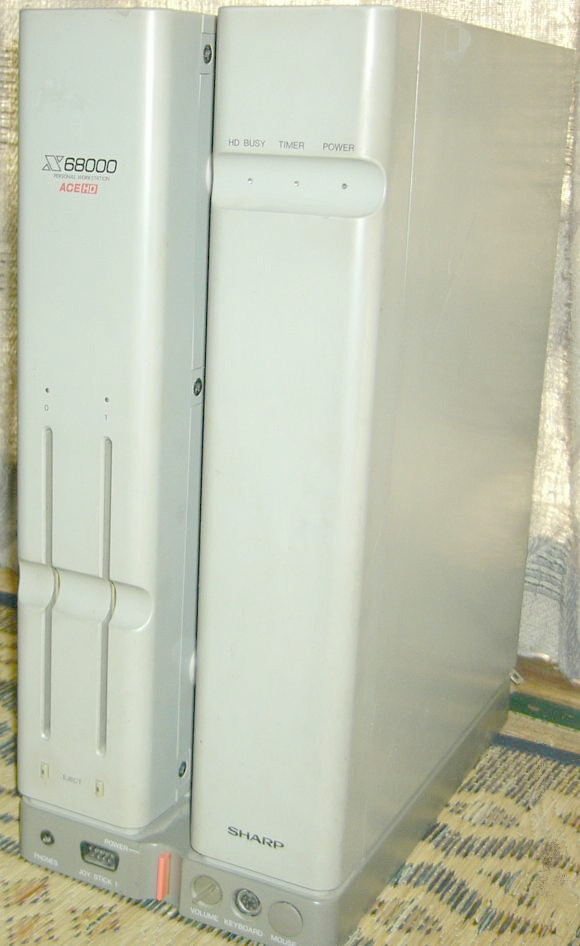
X68000ACE.

Sharp X68000, ofta namngiven X68k, är en hemdator släppt endast i Japan. Den första modellen kom 1987 med en 10 MHz Motorola 68000-processor, 1 MiB RAM och utan hårddisk. Den sista modellen släpptes 1993 och använder sig av en 25 MHz Motorola 68030-processor, 4 MiB RAM och en av köparen valbar 80 MiB SCSI-hårddisk. RAM-mängden kan i alla system utökas till 12 MiB. Hårdvarumässigt är datorerna liknande Amigas datorer, och arkadspel konverterades till formatet. Spel som släpptes till X68000 är bland annat Parodius, Final Fight, Street Fighter II, Ghosts 'n Goblins, Castlevania och många fler.
X68000 använder ett operativsystem som liknade MS-DOS, utvecklat åt Sharp av Hudson Soft. Operativsystemet heter Human68k och har identiska kommandon som MS-DOS, som skrivs in på engelska. Det som visas på skärmen är en blandning av engelska och japanska.

## Modeller

### X68000
- År: 1987
- Chassi: Dubbeltorn
- CPU: 68000
- Frekvens: 10 MHz
- RAM: 1 MiB
- Dubbla 5,25-tums diskettenheter
- SASI-gränssnitt
- Såldes i paket med spelet Gradius.

### X68000ACE
- År: 1988
- Chassi: Dubbeltorn
- CPU: 68000
- Frekvens: 10 MHz
- RAM: 1 MiB
- X68000ACE-HD har en 20 MiB SASI-hårddisk.

### X68000EXPERT
- År: 1989
- Chassi: Dubbeltorn
- CPU: 68000
- Frekvens: 10 MHz
- RAM: 2 MiB
- X68000EXPERT-HD har en 40 MiB SASI-hårddisk.

### X68000PRO
- År: 1989
- Chassi: Desktop
- CPU: 68000
- Frekvens: 10 MHz
- RAM: 2 MiB
- X68000PRO-HD har en 40 MiB SASI-hårddisk.
- Nytt tangentbord och mus

### X68000EXPERT II
- År: 1990
- Chassi: Dubbeltorn
- CPU: 68000
- Frekvens: 10 MHz
- RAM: 2 MiB
- X68000EXPERT II-HD har en 40 MiB SASI-hårddisk.
- Snabbare BIOS

### X68000PRO II
- År: 1990
- Chassi: Desktop
- CPU: 68000
- Frekvens: 10 MHz
- RAM: 2 MiB
- X68000PRO II-HD har en 40 MiB SASI-hårddisk.
- Snabbare BIOS

### X68000SUPER
- År: 1990
- Chassi: Dubbeltorn
- CPU: 68000
- Frekvens: 10 MHz
- RAM: 2 MiB
- X68000SUPER-HD har en 80 MiB SCSI-hårddisk.
- Första modellen med SCSI som standard.

### X68000XVI
- År: 1991
- Chassi: Dubbeltorn
- CPU: 68000
- Frekvens: 16 MHz
- RAM: 2 MiB
- X68000XVI-HD har en 80 MiB SCSI-hårddisk

### X68000Compact
- År: 1992
- Chassi: Enkeltorn
- CPU: 68000
- Frekvens: 16 MHz
- RAM: 2 MiB
- Första modellen med 3,5-tums diskettenheter

### X68030
- År: 1993
- Chassi: Dubbeltorn
- CPU: 68EC030
- Frekvens: 25 MHz
- RAM: 4 MiB
- X68030-HD har en 80 MiB SCSI-hårddisk

### X68030Compact
- År: 1993
- Chassi: Enkeltorn
- CPU: 68EC030
- Frekvens: 25 MHz
- RAM: 4 MiB
- X68030Compact-HD har en 80 MiB SCSI-hårddisk
- Nytt tangentbord och mus